# Ormanpınar, Arıcak
Ormanpınar là một xã thuộc huyện Arıcak, tỉnh Elâzığ, Thổ Nhĩ Kỳ. Dân số thời điểm năm 2011 là 339 người.